# Vassyl Tsouchko
Vassyl Petrovitch Tsouchko (en ukrainien : Василь Петрович Цушко), né le 1er février 1963 est un économiste et homme politique ukrainien.

## Biographie

### Carrière politique
Il a été élu à la IIe Rada ukrainienne, IIIe Rada ukrainienne, IVe Rada ukrainienne, Ve Rada ukrainienne.
Il fut gouverneur de l'oblast d'Odessa de février 2005 à mai 2006.
Il devient ministre de l'Intérieur ukrainien du Gouvernement Ianoukovytch II, puis Ministre de l'Économie du Gouvernement Azarov I.